# 査慎行
査 慎行（さ しんこう、1650年 — 1727年）は、中国清朝初期の詩人、文学者。原名は嗣璉（しれん）、字は夏重、号は査田。後に慎行と改名し字も悔余と改めた。号にはほかに他山と煙波釣徒がある。査慎行の詩は査升の書道、朱白恒の画とともに、海寧三絶と呼ばれる。査慎行は武侠小説家の金庸の先祖である。

## 略歴
出身地は浙江省の海寧（現在の海寧県）で、明末以来、多くの学者、官僚を輩出したことで知られる海寧査氏の一族である。5歳から詩をつくった。10歳の時、黄宗羲に師事し、経学を研究し中でも『周易』に最も心得があった。20歳から雲南、貴州、華中、華北、東南の各地を遊歴し、大量の詩を賦して名を成した。23歳で童子試に合格し、康熙三十二年（1693年）に挙人となり、康熙四十二年（1703年）には53歳で進士に及第した。康熙二十八年（1689年）、査慎行が『長生殿』の「国恤張楽」事件に巻き込まれて免職された。。康熙四十一年（1702年）、康熙帝の東巡を機に大学士陳廷敬などが推薦、詔によって南書房に入った。康熙四十二年（1713年）、翰林院編修となった。康熙五十二年（1713年）退職して故郷に帰り、長年隠棲した。雍正四年（1726年）、査慎行は弟の査嗣庭の「犯訕謗」事件に連座して「家長失教」罪で逮捕。1727年、査慎行は家で逝世した。

## 参考書目
- 沈起、陳敬璋『查継佐年譜查慎行年譜』中華書局、2006年6月1日。ISBN 9787101008869。
- 『敬業堂詩集』上海古籍出版社、2015年7月1日。ISBN 9787532575343。
- 『查慎行集』浙江古籍出版社、2014年7月1日。ISBN 9787554002872。
- 王新芳『查慎行詩歌批評研究』人民出版社、2015年12月1日。ISBN 9787010152820。